# Blomberg (Ostfriesland)
Blomberg is een kleine gemeente in de Duitse deelstaat Nedersaksen. Samen met zeven andere gemeenten in de omgeving vormt Blomberg de Samtgemeinde Holtriem in het Landkreis Wittmund.
Tot Blomberg behoren mede de gehuchten Altgaude, Nordmoor, Schoo en Südmoor.
Blomberg (Oost-Friesland) telt 1.894 inwoners. Blomberg is onderdeel van de Samtgemeinde Holtriem. 
Voor meer informatie zie onder Samtgemeinde Holtriem.

## Afbeeldingen

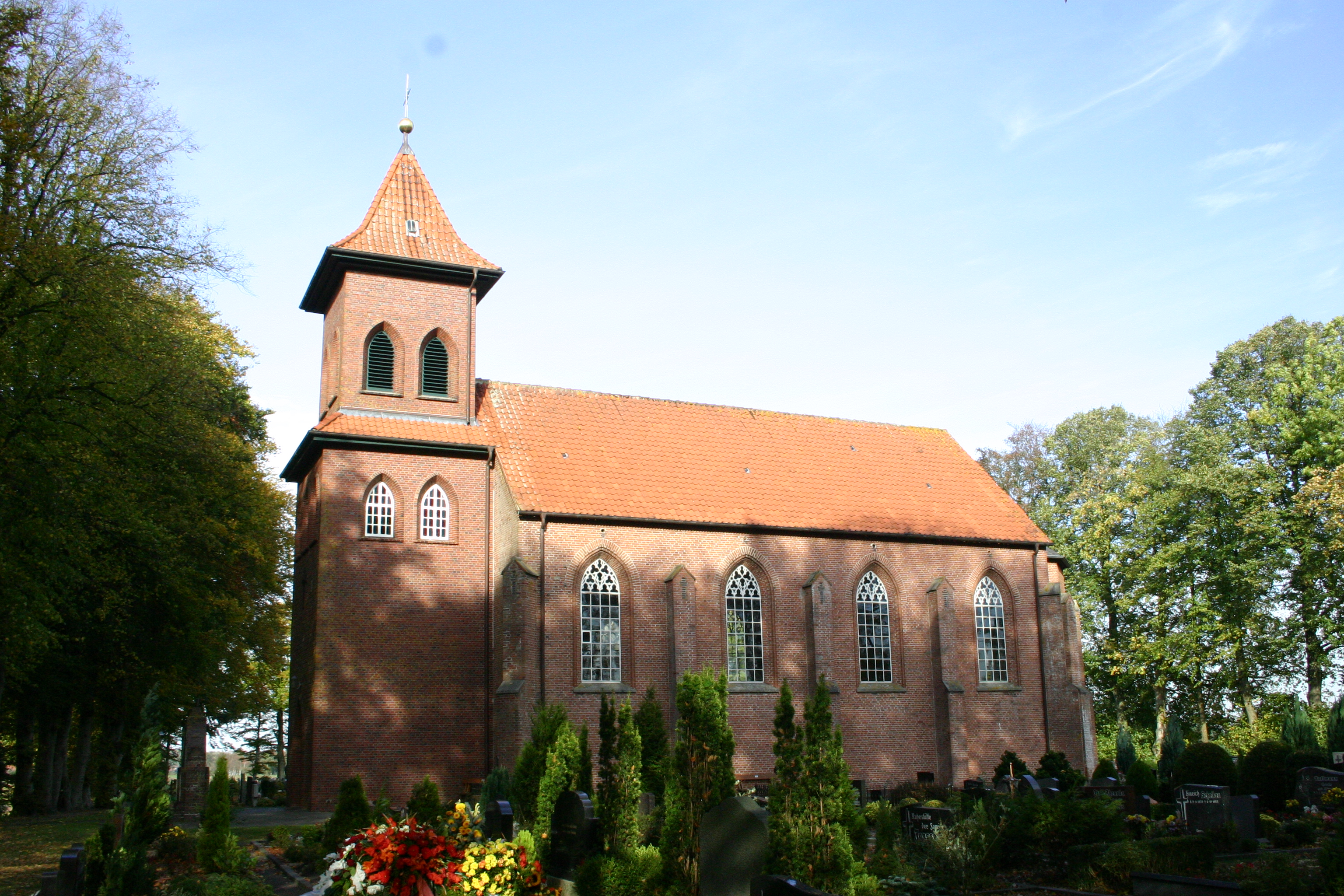
Evang.-lutherse kerk van Blomberg (bouwjaar: ca. 1870; toren rond 1950)

## Politiek
De gemeenteraad van Blomberg bestaat uit elf leden die om de vijf jaar worden gekozen. Als onderdeel van de Samtgemeinde heeft Blomberg geen direct gekozen burgemeester, maar kiest de raad uit zijn midden een lid dat als burgemeester optreedt. Dat is met name een ceremoniële functie. 

### Samenstelling van de raad
De raad van Blomberg werd voor het laatst gekozen in 2021. De samenstelling is als volgt:
| Partij/Groepering                          | 2021 | 2011 |
| ------------------------------------------ | ---- | ---- |
| SPD                                        | 0    | 5    |
| Freie Wähler Gruppe Gemeinsam für Blomberg | 11   | 5    |
| Bündnis 90/Die Grünen                      | -    | 1    |

- Gemeinsame Normdatei: 4088473-9
- Virtual International Authority File: 235927776